# Giovanni di Buiamonte de' Becchi
Giovanni di Buiamonte de' Becchi (Firenze, seconda metà del XIII secolo – 1310) è stato un politico italiano, cittadino della Repubblica fiorentina.

## Biografia
Fu gonfaloniere di giustizia nel 1293 e ricoperse anche altri uffici pubblici, che gli fecero guadagnare il titolo di "cavaliere" nel 1298. Incappò nella bancarotta fraudolenta pochi anni dopo e fuggì in tutta fretta da Firenze.
Per la sua attività bancaria, florida soprattutto nelle ramificazioni in Provenza e Sciampagna, egli venne citato da Dante Alighieri (seppure senza mettere il nome chiaramente nero su bianco) nel girone degli usurai dell'Inferno (XVII vv. 72-73), dove è chiamato da un componente della famiglia Scrovegni (forse Reginaldo), in quanto ancora vivo.
Gli usurai vengono citati attraverso lo stemma familiare e, anche in questo caso, Dante sceglie uno stemma animalesco (le altre famiglie sono i Gianfigliazzi, che avevano un leone, gli Obriachi, che avevano un'oca e gli Scrovegni, con una scrofa), essendo il simbolo della famiglia dei Becchi composto da tre caproni neri ("becco" vuol dire proprio caprone) in campo oro.
Dante sottolinea che egli sia un "cavaliere", aumentando con sarcasmo il senso dispregiativo di un nobile che si dedichi a un'attività tanto vergognosa (specie secondo il sentire medievale) come l'usura.